# Andros (Unternehmen)
Andros ist ein französischer Konzern der Lebensmittelindustrie mit Firmensitz in Biars-sur-Cère in der Region Okzitanien in Frankreich. Das international agierende Unternehmen ist vor allem auf die Verarbeitung von Früchten und Milch spezialisiert. In Deutschland ist das Unternehmen hauptsächlich für die Marke Bonne Maman bekannt, unter der Marmeladen und Kekse verkauft werden, sowie für seine deutsche Tochter, den Obstkonservenhersteller Odenwald-Früchte.

## Unternehmensgeschichte
Das Unternehmen wurde nach dem Zweiten Weltkrieg von Jean Gervoson gegründet und befindet sich bis heute in Familienbesitz. Seit dem Jahr 2000 werden die Marke Andros und das Marmeladen- und Dessertsortiment der Marke Bonne Maman von Frédéric Gervoson, dem Sohn des Unternehmensgründers, geleitet. Das Kekssortiment der Marke Bonne Maman wird von Xavier Gervoson geleitet.

## Marken
Der Konzern führt folgende Marken:
- Andros
- Andros Chef
- Andros Gourmand & Végétal
- Bonne Maman
- Buddy Fruits
- Force +
- Kidifruit
- Le Berger des fruits
- Mamie Nova
- Old Virginia
- Pierrot Gourmand
- Solo Italia

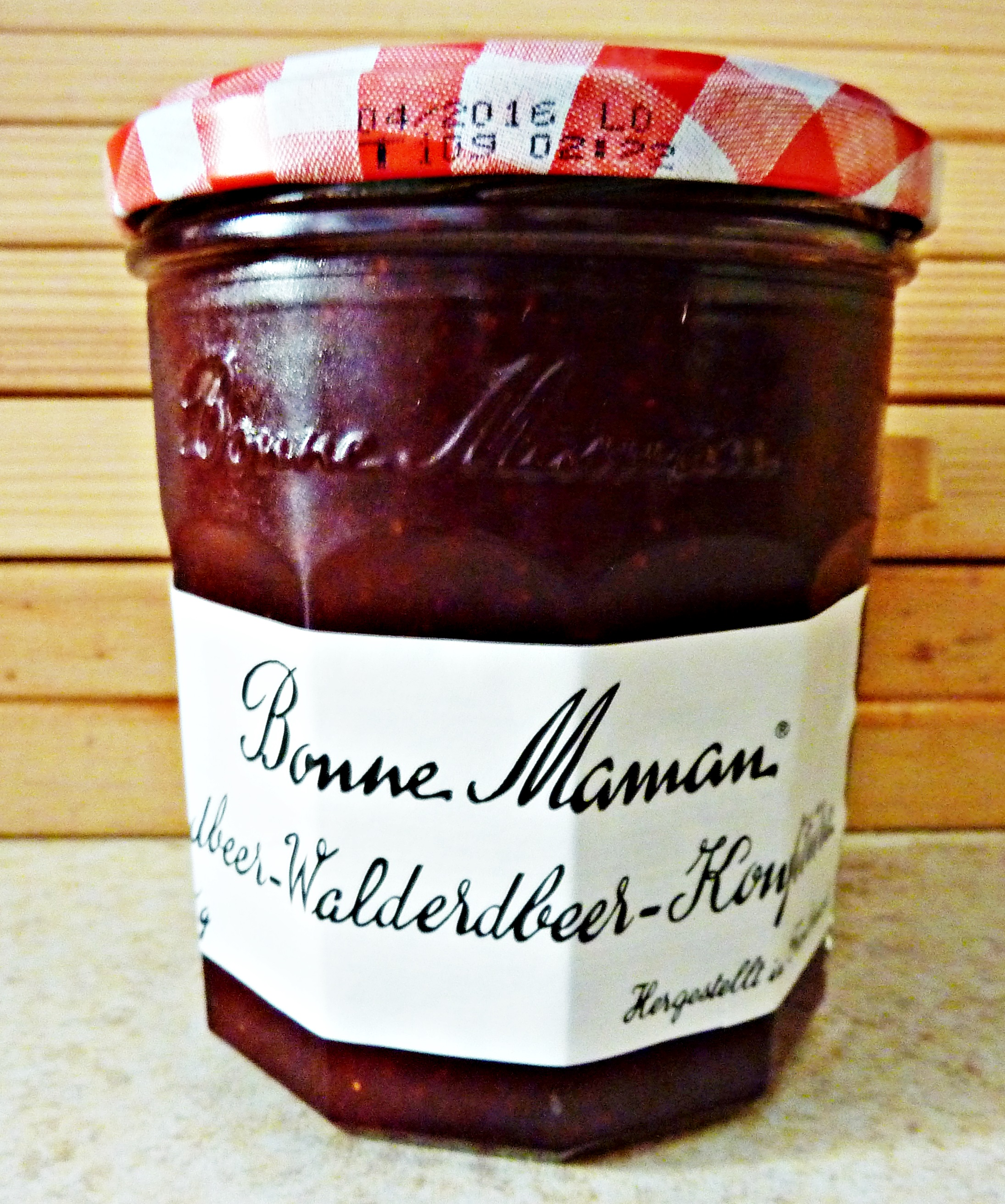
Konfitüre der Marke Bonne Maman.

Darüber hinaus wird für verschiedene Eigenmarken des Lebensmittelhandels produziert. Im Geschäft mit Großverbrauchern (Horeca, Krankenhäuser, Kantinen usw.) ist Andros unter der Bezeichnung Andros Restauration aktiv.

## Tochterunternehmen
Die österreichische Tochter Andros Austria GmbH in Wien betreut auch die Märkte in Tschechien, der Slowakei, Ungarn und Slowenien.
Die Andros (Suisse) SA in Nyon wurde 1991 gegründet.
Seit 1991 ist Andros Hauptgesellschafter der Andros Deutschland GmbH (bis 2006 Odenwald-Konserven bzw. bis 2017 Odenwald-Früchte) in Breuberg, zu dem auch der Joghurt- und Milchdessertproduzent ODW Frischprodukte gehört. 2021 hat Andros Deutschland die Firma Spreewaldkonserve übernommen. In Deutschland haben die Andros-Unternehmen insgesamt über 1000 Mitarbeiter.
Seit 1992 besitzt Andros zusammen mit dem französischen Lebensmittelkonzern Even die Marke Mamie Nova. Andros hält 80 % der Anteile an Mamie Nova.
Im Jahr 2006 übernahm Andros das Unternehmen Prolainat aus Blanquefort, das auf die Herstellung von Speiseeis, Sorbets und tiefgekühlter Konditoreiware spezialisiert ist. Ebenfalls 2006 erwarb Andros von Bahlsen das Unternehmen St Michel Biscuits mit Sitz in Contres (Loir-et-Cher), das auch Eigentümer der Marke Biscuiterie Saint-Michel ist. Ein Jahr später kaufte Andros das Unternehmen Materne-Boin.
2011 wurde in den USA mit dem Familienunternehmen Bowman Apple Products das Gemeinschaftsunternehmen Bowman Andros Products gegründet, woraus Andros Foods North America (dba Bowman Andros) entstand. Die Produktionsstätte befindet sich in Mount Jackson (Virginia).

## Trivia
Das Vermögen der Familie Gervoson-Chapoulard, die Eigentümer von Andros ist, wird auf etwa 350 Millionen Euro geschätzt.
Andros sponsert sowohl die Trophée Andros, eine Autorennserie auf Eis, als auch den Image Club d’Épinal, ein Eishockeyteam aus Épinal. Auch im Rugbysport ist Andros aktiv, so als Sponsor von CA Brive und der Rugby-Union-Weltmeisterschaft 2023.